# 刘宗欣
刘宗欣（1931年10月—2012年8月17日），男，汉族，河北饶阳人，中华人民共和国政治人物。曾任河北省人民检察院检察长、党组书记。